# Xerospermophilus mohavensis
Xerospermophilus mohavensis — вид ховрахів, що мешкає лише в пустелі Мохаве в Каліфорнії. Вперше ховрах був описаний у 1886 році Френком Стівенсом із Сан-Дієго. Він занесений до списку видів, що перебувають під загрозою зникнення, відповідно до Каліфорнійського закону про зникомі види, але не до федерального закону про зникомі види. МСОП відносить цей вид до близького до зникнення.

## Морфологічна характеристика
Мохавеський ховрах досягає довжини голови й тулуба від 21,0 до 23,0 сантиметрів і ваги від 70 до 300 грамів. Хвіст має довжину від 57 до 72 міліметрів і тому значно коротший за решту тіла. Статевий диморфізм відсутній, самиці та самці не відрізняються за розміром або забарвленням. Спинне забарвлення тварин однотонне, від світло-коричневого до сіро-коричневого, без жодних візерунків чи крапок. На голові у них часто буває змив коричного кольору. Живіт від білого до кремово-білого, лапи від блідо-пісочного до коричного кольору. Хвіст широкий і дуже короткий. Верхня сторона хвоста рудувато-бура, нижня — від білого до кремово-білого, а весь хвіст білувато-матовий.

## Спосіб життя
Мохавеський ховрах веде денний спосіб життя і мешкає в сухих пустельних районах з достатньою рослинністю на піщаних або гравійно-крихких ґрунтах. Вони полюбляють зарості креозотових кущів (Larrea tridentata) та відповідні супутні рослини. Вони всеїдні, і їхній раціон складається переважно з рослинних частин, таких як листя, квіти та пагони, а також доступного насіння трав, трав, кущів, кактусів та юк. Є також порівняно велика кількість комах та іншої тваринної їжі. Їжу збирають у защічні мішки і зазвичай їдять на трохи вищій скелі як спостережний пункт.
Як і інші ховрахи, ці тварини живуть на землі та в підземних норах. Зазвичай вони розташовані на краю території на відстані до 250 метрів від її центру, а окремі тварини живуть у кількох норах, які використовують як схованки, для вирощування потомства та для зимової сплячки. Увечері нори закриті, щоб запобігти проникненню хижаків. Тварини активні з весни, зазвичай у лютому або березні, до літа в серпні. З серпня до весни тварини впадають у сплячку в своїх норах і в цей час живуть за рахунок жирових запасів. Самці зазвичай прокидаються приблизно на два тижні раніше за самиць і залишають свої нори. Після цього вони починають облаштовувати території. Поза шлюбним періодом тварини усамітнюються і захищають свою територію, агресивно відганяючи порушників. Території самців значно більші, ніж у самиць: самці займають в середньому 6,74 га, а самиці — 0,73 га.
Шлюбний період починається одразу після пробудження самиць у норах у лютому-березні. Після періоду вагітності, що триває 29–30 днів, самиці народжують приплід від чотирьох до дев'яти малят наприкінці березня — у квітні. У роки з дуже сильною посухою потомство не народжується, і тварини можуть також повністю зникнути з регіону. Після того, як підлітки залишають гніздо, вони шукають власну територію і можуть віддалятися від гніздового лігва на відстань понад шість кілометрів. Середня відстань становить 1,5 кілометра для самців і 0,5 кілометра для самиць.